# Platt Fields Park

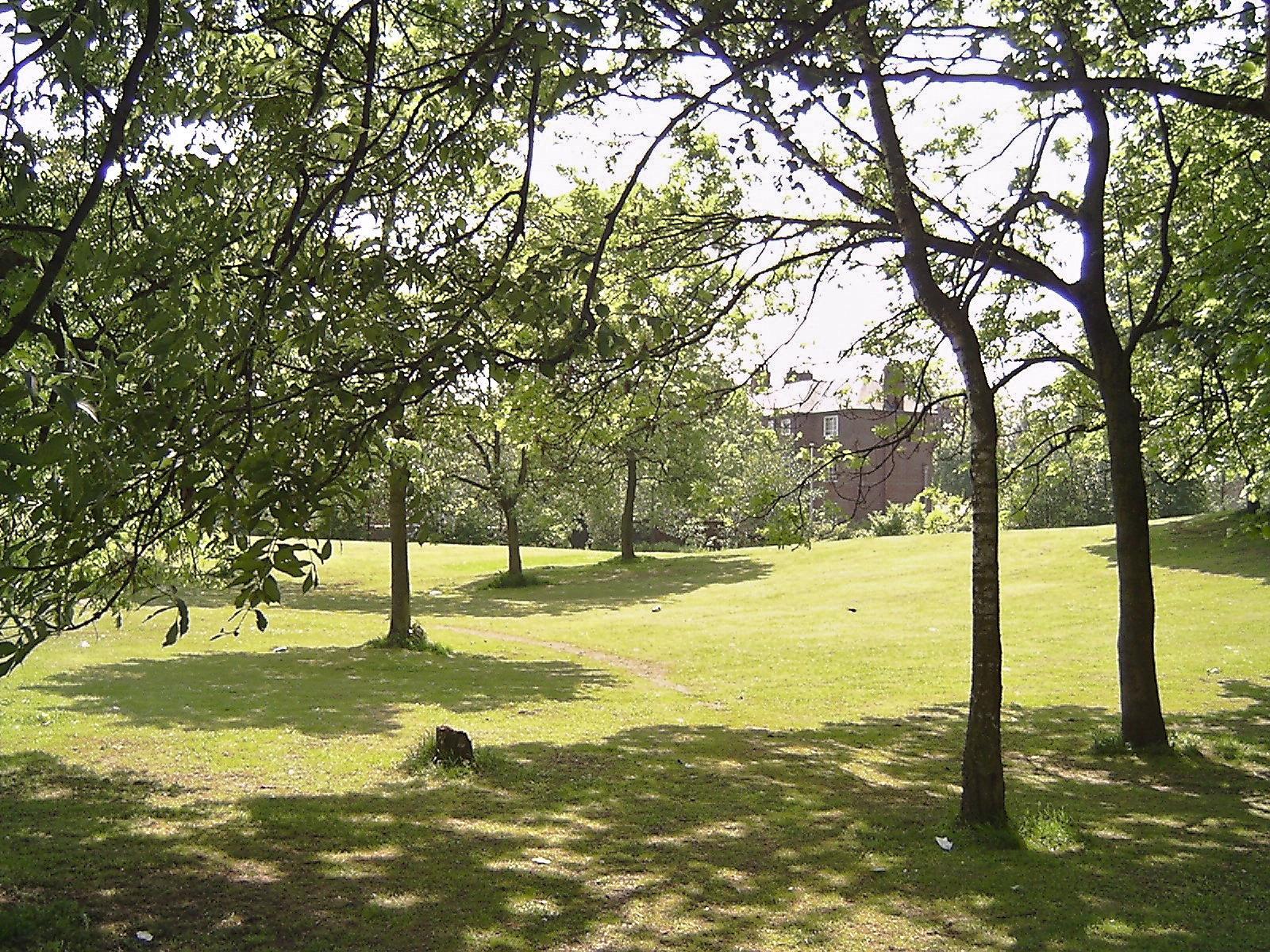
Vista del Platt Fields Park

Platt Fields Park es un gran parque urbano de la ciudad de Mánchester (Inglaterra).

## Descripción
Situado en el barrio de Fallowfield, en el centro de la ciudad, Platt Fields Park posee un característico estanque central (de 24.0000 metros cuadrados) donde se practican actividades de recreo como la pesca o el remo, numerosos jardines de entre los que destaca uno dedicado a Shakespeare, un laberinto y una zona de pícnic, pistas y campos para practicar deportes como el básquet, tenis, fútbol o skateboard, así como un edificio catalogado, el Platt Hall, muy ligado a la historia del parque y que actualmente sirve de Museo del traje de Mánchester, con una colección de más de 20.000 piezas de ropa.

## Historia
La primera referencia conocida de esta zona data del 1.150, cuando "Matthew, hijo de William" dijo los "terrenos de Platt" a los caballeros de San Juan (una orden catòlica conocida como la Orden de Malta). La familia Platt, que da nombre a la denominación actual del parque, obtuvo la finca el 1.225, y mantuvo su propiedad durante los siguientes cuatrocientos años. El 1.625 cambió a manos de la familia Worsley, que sería su propietaria hasta el 1907. Entretanto, en 1.768, se sabe que el jardinero y paisajista inglés William Emes trabajó en él.
A principios del siglo XX, un vecino, William Royle, impulsó una campaña para que el ayuntamiento adquiriese los terrenos. Royle convenció al alcalde para que comprara la finca para convertirla en un parque municipal, la operación se realizó en el 1908 por un coste de 59.975 libras esterlinas. Durante dos años se trabajó en el parque para darle la configuración, más o menos, actual y el 7 de mayo de 1910 fue oficialmente inaugurado por el alcalde de Mánchester, Sir Charles Behrens.